# 橋本環奈
橋本 環奈（はしもと かんな、1999年〈平成11年〉2月3日 - ）は、日本の女優、元アイドル。アイドルグループRev. from DVLの元メンバー。
福岡県福岡市城南区出身。ディスカバリー・ネクスト所属。

## 来歴
二卵性の双子として誕生。双子の兄と7歳上の兄がいる。パイプオルガン奏者の諸岡亮子は伯母にあたる。
小学3年生だった2007年に「テレビに出たい」と思い、母に頼み福岡の芸能事務所「アクティブハカタ」に所属する。初めは地方CMの仕事が中心だったが、ステージに立つのも楽しそうだなと思い、2009年、事務所運営のダンス＆ボーカルユニット「DVL」に参加する。
是枝裕和監督『奇跡』のオーディションを受け、映画初出演。その後も事務所運営の児童劇団の舞台や地元テレビ局のドラマに出演。小学校の卒業文集に将来の夢は“女優”と書いている。
2013年5月、地元福岡の博多リバレインで開催されていたイベントにRev. from DVL（DVLの後継ユニット）のメンバーとして参加しており、そこで知名度急上昇のきっかけとなる「奇跡の一枚」と呼ばれる写真が、ファンの手によって撮られた。

### 「奇跡の一枚」とその反響
中学3年生だった2013年11月の3日から4日にかけイベントで踊っている写真がインターネット掲示板「2ちゃんねる」や「Twitter（現：X）」などで急速に拡散。「奇跡の一枚」と言われたこの写真の拡散によって“かわいすぎるローカルアイドル”や“1000年に1人の逸材”として注目を集める運びとなる。後者のキャッチフレーズの由来となった「NAVERまとめ」の「【千年に一人の逸材】博多のローカルアイドルが、かわいすぎるとネットで大騒ぎ【橋本環奈ちゃん画像】」というタイトルでまとめられた記事は11月7日に閲覧回数55万回を超え、所属事務所アクティブハカタの公式ウェブサイトのサーバーはアクセス過多で一時的にダウン。NHKの深夜ニュース番組『NEWS WEB』内のコーナーにあたりツイッター上で言及が急増した事物が紹介される「つぶやきビッグデータ」や、検索エンジン「Google」の検索回数を示す「グーグルトレンド」の急上昇ランキングにも登場、さらには中国のネット利用者にまで広がりを見せた。『グッド！モーニング』（テレビ朝日系）や『めざましテレビ』（フジテレビ系）などの情報番組にも取り上げられ、所属事務所によれば、この「ネットで話題」の状況を受けてテレビコマーシャル出演や取材のオファーが殺到する事態となった。
また、この「奇跡の一枚」を見たKADOKAWA代表取締役・井上伸一郎は「一目ぼれ」をし、すぐに所属事務所へ「彼女で映画を撮りたい」とメールを送る。週末に福岡の駅で行われたライブイベントに足を運び、その熱気のある舞台にうたれ、その場で「是非、私の映画で主演をして欲しい」と申し入れた事を映画『セーラー服と機関銃 -卒業-』製作発表会見で明かした。
橋本自身は、自身のブレイクのきっかけとなったこの写真について「良さが1ミリも分かんない」としており、撮影されたステージは当初メンバーから外されていたのを事務所の社長に直談判して出してもらったことを明かし、「悔しさとかもあって、表情に出てたのかなと思うんです」と語っている。

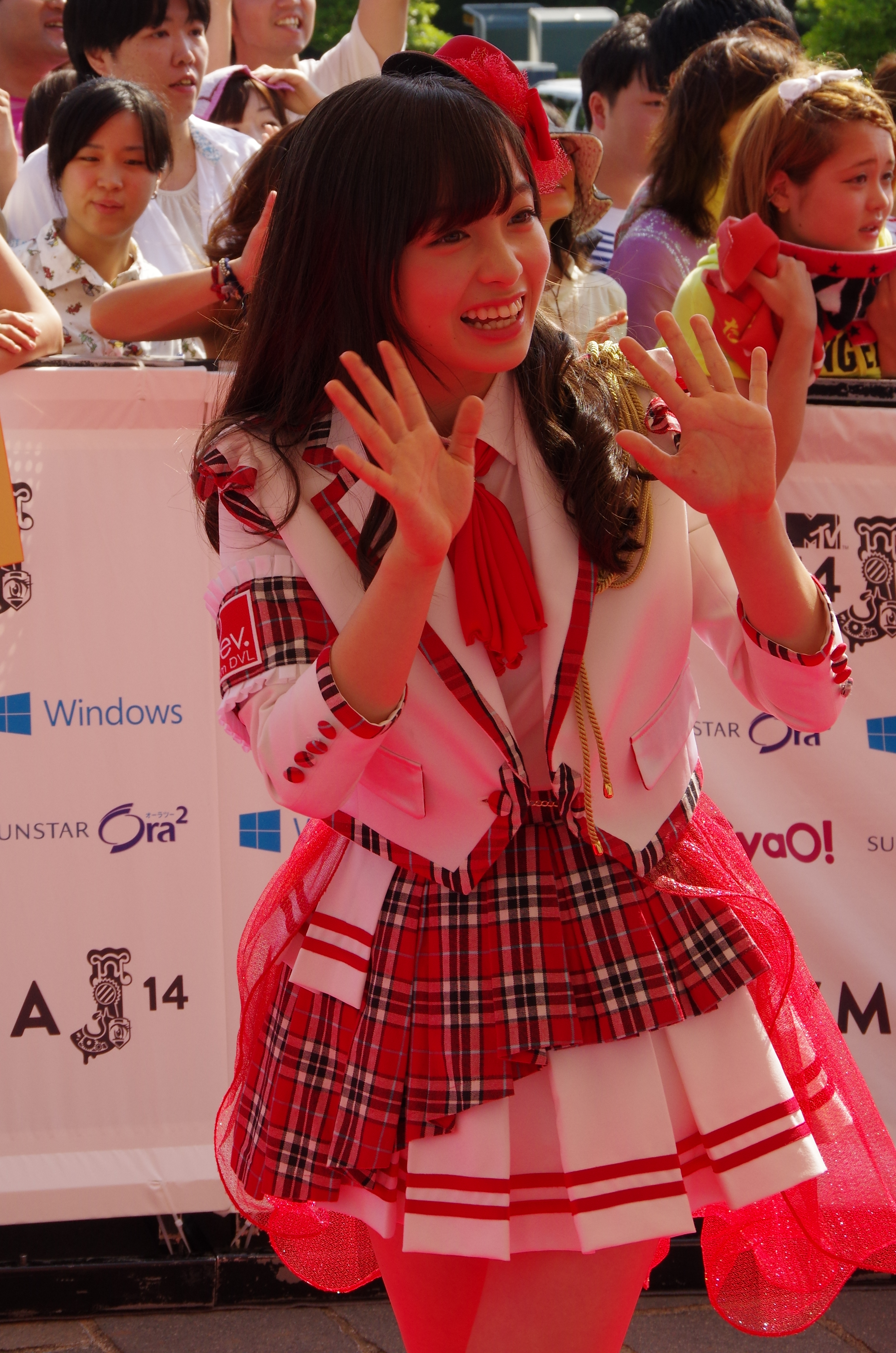
Rev. from DVL時代（2014年）

2014年1月、ディスカバリー・ネクストとの業務提携を開始。1月29日発売のファッション雑誌『an・an』（No.1891）の表紙に単独で登場。“1000年に一人のアイドル”としてアイドル特集「秘かにアイドル研究!」のトップページを飾る。2月放送の日本テレビ系のテレビ番組『行列のできる法律相談所』でバラエティ番組に初出演。3月までに大手6社のテレビコマーシャル起用が決定。
中学校の卒業式の数日前にあたる2014年3月9日にTwitter（現・X）を開始。開設3日目にあたる11日にフォロワー総数2万人を突破した。

### 高校時代
2014年4月、バラエティ番組『みんなの青春のぞき見TV TEEN!TEEN!』（月曜19時00分 - 、RKB毎日放送）のレギュラーに抜擢され、お笑いコンビ・ピースの又吉直樹、綾部祐二らと共に番組司会を務める事となる。高校生になった橋本は「初めてのレギュラー番組が始まるということで、ドキドキワクワクしています。司会は初めてなので緊張していますが、頑張りますのでぜひ見てください!」と元気いっぱいに呼びかけた。また第一興商の通信カラオケ「DAMチャンネル」のMCに起用され、さまざまなアーティストをゲストに迎え、歴代最年少の“11代目MC”を務めた。4月発売のファッション雑誌「Popteen」（5月号）でも初登場にして単独で表紙を飾り、誌面で5ページにわたる特集を受けた。同時期発売「週刊ヤングマガジン」でも表紙と巻頭グラビアに登場、自身初となるグラビア活動を披露。7月、フジテレビ系『水球ヤンキース』で全国放送の連続ドラマに初出演。藤野良太プロデューサーは「圧倒的な存在感と透明感を併せ持ち、彼女が登場人物たち、そして物語をつき動かしてくださると確信しています」と橋本の起用理由について述べた。第6話で主演の中島裕翔と共演。本格的な芝居に臨んだ橋本は「昨日も今日の朝もすごい手汗というか、すごく緊張しました。でも意外に、昨日も今日の撮影も終わるのがあっという間だった」と感想を語り、これから挑戦してみたい役はありますかと聞かれると「まだ全然やったことがないので、本当に何でもカモンで!」と、女優業への意欲も見せた。8月、『絶品すぎるグルメ街に天使すぎるMC降臨!夏はサカスで満腹SP』（14時00分 - 、TBS系、生放送特別番組）のメーンMCを約1時間半にわたり務めた。11月、『日経トレンディ』「2014年のヒット人」に選出され俳優のムロツヨシと共に登壇。「2014年ヒット商品ベスト30」の解説者として発表会の進行役を務めた。
2015年3月公開の映画『暗殺教室』に自律思考固定砲台“律”役で出演。フジテレビの上原寿一プロデューサーは「抜群のかわいらしさも持つ“律”という特異なキャラクターを演じるのは、完璧さと可愛らしさを併せ持つ奇跡的な存在感を持つ人でなくてはいけませんでした」と橋本の起用理由について述べた。バラエティー番組『Rev.from DVLのホーカゴ』（RKB毎日放送）や『世界を変える魔法!アルゴリズミ子研究所』（NHK Eテレ）の番組司会として出演。カップヌードルのCMでは高校生の間で流行の"バカッコイイ"技を披露し話題となる。またメンソレータムのCMでは、明るくハツラツとした“天使”が、セクシーで艶やかな“悪魔”を演じ、またたく間にネット上で話題となった。6月、品川プリンスホテルで行われた映画『セーラー服と機関銃 -卒業-』制作発表会見で主人公、目高組四代目組長“星泉”役を演じることが発表。本作が初主演にあたる橋本は「名だたる女優の先輩方が演じた作品なので、どのように、誰のようにではなく、橋本環奈らしく、自分らしく演じたいと思います」と抱負を述べ「重圧を封印し、勇気とポジティブな心を持って、映画の撮影に臨みたいと思います」と強い決意を宣言した。また今後の目標を聞かれると「ひとつのイメージにとらわれず、どんな役でも幅広く演じていける女優を目指したい」と真摯な眼差しを見せた。12月に解禁された予告篇で薬師丸ひろ子、長澤まさみに続き主題歌『セーラー服と機関銃』でソロデビューする事が明らかとなる。2016年2月3日、【MV】主題歌『セーラー服と機関銃』が一週間限定でU-NEXTにて先行独占配信。翌週11日から「Rev.from DVL公式チャンネル」で一般公開。また8日にNHK総合「MUSIC JAPAN」の公開収録が行われた。一人でステージに立つことになる橋本は「誰もが出演を夢見るMJ そんな大きなステージで皆さんに向かって歌わせて頂くのはすごく緊張します」と心境を明かす。
「でも一人で立ってるわけではなく、『セーラー服と機関銃 -卒業-』に関わってくださったすべての皆さんがいる。」と語った。さらに20日フジテレビ「ミュージックフェア」で主題歌『セーラー服と機関銃』を披露した。2月23日に発売した主題歌『セーラー服と機関銃』はオリコンデイリーチャートで1位を獲得する。3月5日の映画公開初日、橋本は「この映画に関わって下さった全ての皆様のおかげで私は、映画・そして女優というお仕事が大好きになりました。この作品で初主演させて頂き、今回女優としての第一歩を踏ませて頂いた気がします。『セーラー服と機関銃』星泉は本日卒業致しますが、この作品で教えて頂いた全ての事を大切な糧として、また新たなる作品や役柄に向かって歩み始めます。」とファンならびに関係者へ感謝と決意のメッセージを送った。
2016年3月17日、映画『ハルチカ』で佐藤勝利とダブル主演を務めることが発表。主演2作目となる橋本は「また高校に入学してひと騒動巻き起こすことになりました（笑）。卒業したり入学したりと目まぐるしく移り変わりますが、今回は等身大の高校生を演じますので、より自然体の橋本環奈演じますチカを楽しみにしていて下さい!」とファンにコメントを送った。4月、『テストの花道 ニューベンゼミ』（月曜19時25分 - 、NHK Eテレ）でTOKIOの城島茂、バカリズムらと共に番組司会として出演。さまざまな勉強法をユニークな動画にし、現役高校生の視点で司会進行役を務め、橋本自身も動画制作に参加した。8月、映画『銀魂』の人気ヒロイン・“神楽”役を演じる事が分かった。『銀魂』の世界観を表現するにあたり、橋本は「強くて愛らしく、マイペースな神楽に成りきって撮影に臨ませて頂いてます。どうぞご期待下さい!」とコメントした。また地毛をオレンジ色に染めた事でも話題となった。
松橋真三プロデューサーによればヒロイン・神楽のキャスティングについては多少頭を抱えたともいい「福田監督と小栗さんから橋本環奈さんしかいないだろうと言われ『なるほどね』と思い、そのまま決まりました」と橋本の起用理由について述べた。10月、映画『斉木楠雄のΨ難』がクランクイン。神様からも愛される才色兼備の完璧美少女でPK学園のアイドル“照橋心美”役を演じる事が分かった。12月7日、「2016 FNS歌謡祭」第1夜に出演。映画主題歌『セーラー服と機関銃』で薬師丸ひろ子と共演を果たす。
2017年3月3日『セーラー服と機関銃 -卒業-』で日本アカデミー賞 新人俳優賞を受賞。
この映画に関わったスタッフらに感謝の思いを伝え「この賞を励みにして、謙虚に誠実に、映画界と演技の道に人生を捧げる覚悟でこれからも精進していきたい」と宣言する。3月4日、『ハルチカ』が公開。この春から女優業一本でやっていく覚悟を決め「私も誰かに勇気を与えられる存在になれたらいいなと思っています。一つ一つの事を丁寧にやって、次に繋げて行きたい」とこの先の目標を掲げた。同月、高校を卒業。同月23日、3年間レギュラーMCを務めた『TEEN!TEEN!』が放送終了。また27日の放送でバカリズムと共に『テストの花道 ニューベンゼミ』を卒業。同月31日、福岡で行われたラストライブで「Rev. from DVL」を卒業。

### 上京から現在まで
2017年4月、都内のイベントにて、女優業を本格化させるために上京を準備中だと語る。5月、フジテレビ系“月9”『貴族探偵』第3話にゲスト出演。6月、7月期のフジテレビ系“日9”『警視庁いきもの係』渡部篤郎が演じる須藤の相棒、動物マニアの新米巡査、“薄圭子”役を演じる事が発表された。連続ドラマ初ヒロイン役となる橋本は「渡部さんと、スピーディーでコミカルな掛け合いができるように心がけ、原作同様に須藤と圭子のコンビを良い形で築いていけたらと思っています。」と力を込めた。
また制作プロデューサーの貸川聡子は「相棒役の薄圭子はヒロインとしてはかなり独特なキャラクターですが、最強の可愛らしさの中に芯の強さを感じさせる橋本環奈さんが演じることで、とても愛すべき存在になると確信しています。」と橋本の起用理由について述べた。
5日 ツイッターで投稿した「彼女とデートなう。 に使っていいよ😆笑」が9日間で約48万5000「いいね」を集め話題となった。
24日に行われた都議選PRイベントで東京に住んでいる事や自身のツイッターで都議選の投票を済ませたと報告した事で東京都に住民票がある事が明らかとなる。7月、映画『銀魂』が公開。撮影を振り返り「神楽」を演じた事で、自分自身も成長できたと言う橋本。体当たりで演技に挑んだという橋本の本気やヒロイン役としての魅力は、共演した小栗や菅田らの言葉からも充分に窺えた。9月、『警視庁いきもの係』がクランクアップ。連続ドラマの初ヒロイン、また本作のムードメーカーとして、スタッフ並びに座長の渡部篤郎に支えて頂いたと終始元気いっぱいに感謝の言葉を送った。10月、東京・六本木ヒルズアリーナで開催された『第30回東京国際映画祭』オープニングセレモニーにて、若い世代に映画の魅力を伝えていくアンバサダーとして式典のトップバッターを務めた。12月、故郷の福岡県にて県警中央署の一日署長を務め、年末年始特別警戒をPR。

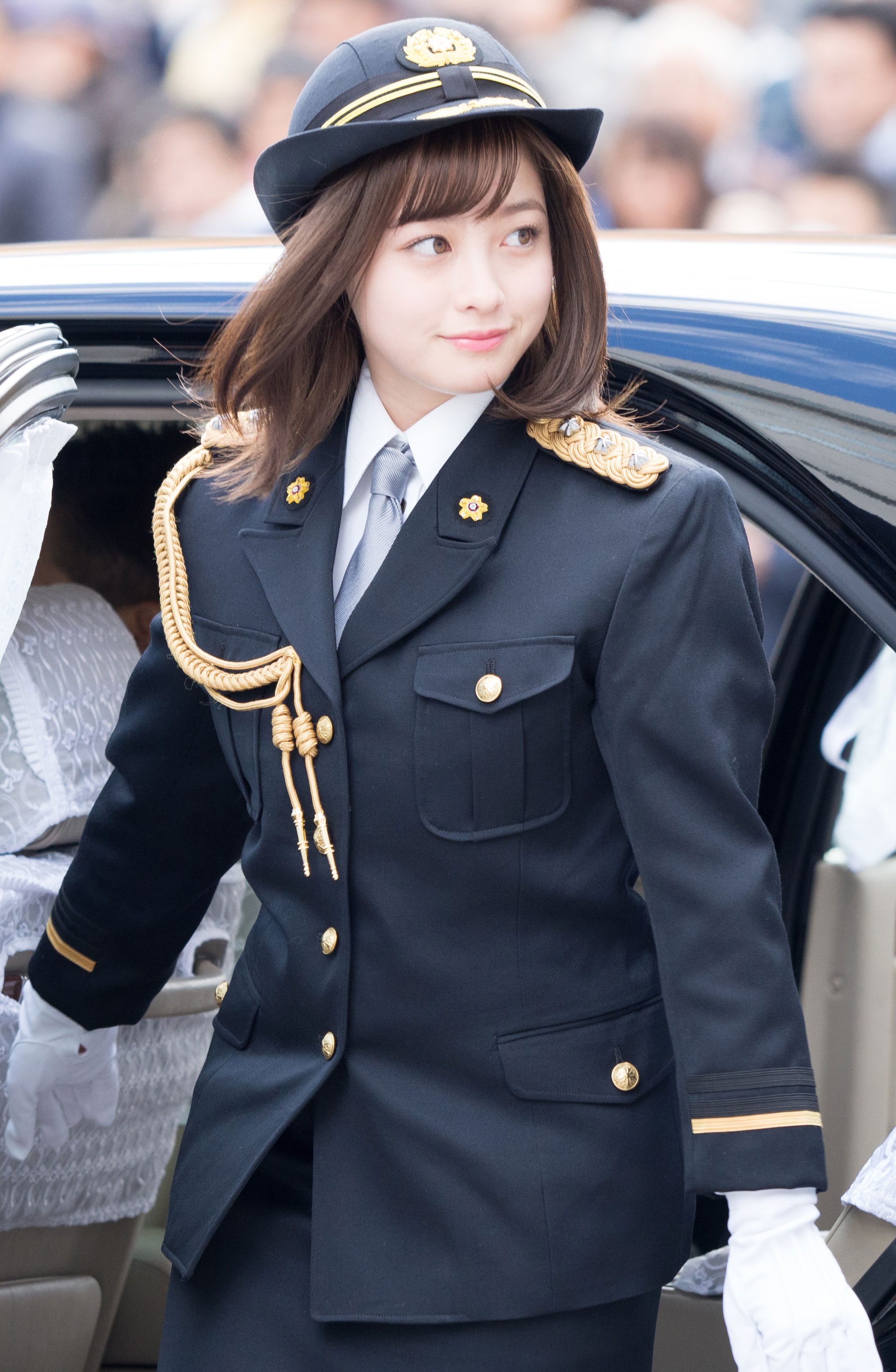
福岡中央署 一日署長特別警戒

2018年1月、フジテレビ系（関西テレビ）“火9”『FINAL CUT』に出演。またバラエティ番組『ぐるぐるナインティナイン』（木曜19時56分 - 、日本テレビ系）の人気コーナー『グルメチキンレース ゴチになります！19』に史上最年少メンバーとしてレギュラー出演する事が決まった。4月、前年度に実写邦画で興収1位の大ヒットを記録した『銀魂』の続編『銀魂2 掟は破るためにこそある』に続投する事が正式発表。また10月期の日本テレビ系“日曜ドラマ”『今日から俺は!!』で、元ヤンキーの女番長、ヒロイン・“早川京子”役として出演する事が発表された。本作で福田雄一監督作品への起用は4作目となる。11月3日、初めての学園祭出演として予定されていた立教大学の学園祭イベントが、観客が殺到して屋外特設ステージの安全が確保されない状況が発生したことから、警察の指導が入り、開催中止となった。混乱の中で押された女性6名が植え込みに倒れて足に軽傷を負うなどした。12月20日、バラエティ番組『ぐるぐるナインティナイン』(木曜19時56分 - 、日本テレビ系)の人気コーナー『グルメチキンレース ゴチになります！19』をクビ（番組降板）となり、卒業。レギュラーとしては、わずか1年間の出演となった。12月23日、映画『十二人の死にたい子どもたち』（ワーナー・ブラザース映画）で、キャストが唯一明らかになっていなかった“4番 リョウコ”を演じることがわかり、翌年1月25日に公開された。
2019年7月15日、オフィシャルファンクラブ「橋本純情内科」を発足。翌月、大阪と東京にて初回のファンミーティングを開催した。9月6日から全国公開された『かぐや様は告らせたい〜天才たちの恋愛頭脳戦〜』が週末観客動員数で初登場1位となる。9月10日、ディスカバリー・ネクスト専属契約となる事が発表された。12月10日、Twitter Japanにより、2019年「世界で話題になった役者」8位である事が発表された。
2020年1月17日、一年を通じて最も活躍した将来有望な新人俳優に贈られる「2020年 エランドール賞 新人賞」を受賞したことが発表された。
2月6日、授賞式が東京・京王プラザホテルで行われ、女優業を目指すきっかけとなったスクリーンデビュー作品である映画『奇跡』の是枝裕和監督がプレゼンターとして登壇、祝福した。
2021年1月15日、ビデオリサーチより、関東地区でオンエアされた民放5局のテレビCM動向を取りまとめた「テレビCM速報」が発表。同年、正月三が日で放送されたCMで最も出演したタレントであることが報じられた。2月18日、ビデオリサーチより、2020年（1月1日 - 12月31日）の関東地区オンエアCMにおいて、起用社数で1位、出稿量では米倉涼子に次ぐ、2位であることが報じられた。2月26日、スタジオジブリ、宮崎駿のアニメ映画『千と千尋の神隠し』が2022年2月、東宝創立90周年記念作品としてジョン・ケアードにより舞台化され、主人公の千尋役を上白石萌音とダブルキャストで演じることが報じられた。6月12日放送のバラエティー番組『1億3000万人のSHOWチャンネル』（日本テレビ系、土曜午後9時）で「1分間で箱から引き出されたフェイシャルティッシュの最多枚数」に挑戦。ギネス世界記録であった140枚を上回る157枚という記録を達成し、ギネス世界記録保持者となった（達成日は同年6月1日。ただし、リンク先の通り、その後に他の挑戦者により記録更新されている）。7月に行われ、300人が投票に参加した「一緒にお酒を飲んだら楽しそうな女優ランキング」では、水川あさみや吉高由里子を凌ぎ1位を獲得した。8月20日、平野紫耀と主演を務めた映画『かぐや様は告らせたい〜天才たちの恋愛頭脳戦〜 ファイナル』が公開される。
2023年8月9日、2024年後期のNHK連続テレビ小説『おむすび』に主演することが発表された。橋本はNHKドラマ初出演かつ初主演となる。
2024年2月3日の自身25歳の誕生日に5年ぶり3冊目となる写真集『KALEIDOSCOPE』が発売。

## 出演
主演作品は役名を太字で表示

### 映画
- 奇跡（2011年6月11日、ギャガ） - 早見かんな 役[14]
- 暗殺教室（東宝） - 自律思考固定砲台 律 役
  - 暗殺教室（2015年3月21日）[133]
  - 暗殺教室〜卒業編〜（2016年3月25日） [134]
- セーラー服と機関銃－卒業－（2016年3月5日、KADOKAWA） - 主演・星泉 役[31]
- ハルチカ（2017年3月4日、KADOKAWA） - 主演・穂村千夏 役[注 22][135]
- 銀魂（ワーナー・ブラザース映画） - ヒロイン・神楽 役
  - 銀魂（2017年7月14日）[106]
  - 銀魂2 掟は破るためにこそある（2018年8月17日）[136]
- 斉木楠雄のΨ難（2017年10月21日、ソニー・ピクチャーズ エンタテインメント / アスミック・エース） - ヒロイン・照橋心美 役[137]
- 十二人の死にたい子どもたち（2019年1月25日、ワーナー・ブラザース映画） - リョウコ 役[138]
- キングダム（東宝 / ソニー・ピクチャーズ エンタテインメント） - 河了貂 役[139]
  - キングダム（2019年4月19日） [139]
  - キングダム2 遥かなる大地へ（2022年7月15日）[140][141]
  - キングダム 運命の炎（2023年7月28日）[142]
  - キングダム 大将軍の帰還（2024年7月12日）[143]
- かぐや様は告らせたい〜天才たちの恋愛頭脳戦〜（東宝） - ヒロイン・四宮かぐや 役[144]
  - かぐや様は告らせたい〜天才たちの恋愛頭脳戦〜（2019年9月6日）[145]
  - かぐや様は告らせたい〜天才たちの恋愛頭脳戦〜ファイナル（2021年8月20日）[144]
- 午前0時、キスしに来てよ（2019年12月6日、松竹） - 主演・花澤日奈々 役[注 23][146]
- シグナル100（2020年1月24日、東映） - 主演・樫村怜奈 役[147]
- 今日から俺は!!劇場版（2020年7月17日、東宝） - ヒロイン・早川京子 役（清野菜名とWヒロイン）[148]
- 弱虫ペダル（2020年8月14日、松竹） - ヒロイン・寒咲幹 役[149]
- 小説の神様 君としか描けない物語（2020年10月2日[注 24]、HIGH BROW CINEMA） - 主演・小余綾詩凪 役[注 25][151][152]
- 新解釈・三國志（2020年12月11日、東宝） - ヒロイン・黄夫人 役[153]
- 劇場版 ルパンの娘 （2021年10月15日、東映） - 北條美雲 役[154]
- バイオレンスアクション（2022年8月19日、ソニー・ピクチャーズ エンタテインメント） - 主演・菊野ケイ 役[155]
- カラダ探し（2022年10月14日、ワーナー・ブラザース映画） - 主演・森崎明日香 役[156]
  - カラダ探し THE LAST NIGHT（2025年9月5日公開予定、ワーナー・ブラザース映画）[157]
- ブラックナイトパレード（2022年12月23日、東宝） - ヒロイン・北条志乃 役[158]
- 湯道（2023年2月23日、東宝） - ヒロイン・秋山いづみ 役[159]
- 映画ネメシス 黄金螺旋の謎（2023年3月31日、ワーナー・ブラザース映画） - 菅朋美 役[160]
- 春に散る（2023年8月25日、ギャガ） - ヒロイン・広岡佳菜子 役（山口智子とWヒロイン）[161][162]
- 禁じられた遊び（2023年9月8日、東映） - 主演・倉沢比呂子 役（重岡大毅とW主演）[163]
- 赤ずきん、旅の途中で死体と出会う。（2023年9月14日配信、Netflix） - 主演・赤ずきん 役[164]

### テレビドラマ
- 住吉家物語〜わくわくが、家にやってくる〜（2012年3月26日 - 4月6日・2012年4月8日、RKB） - 住吉空 役[注 4]
- 水球ヤンキース（2014年7月12日 - 9月20日、フジテレビ） - 本人 役[51]
- 貴族探偵 第3話（2017年5月1日、フジテレビ） - 垂水遥 役[98]
- 警視庁いきもの係（2017年7月9日 - 9月10日、フジテレビ） - ヒロイン・薄圭子 役[172][108][99]
- FINAL CUT（2018年1月9日 - 3月13日、関西テレビ・フジテレビ） - 小河原若葉 役[173][110]
- 今日から俺は!!（2018年10月14日 - 12月16日、日本テレビ） - ヒロイン・早川京子 役（清野菜名とWヒロイン）[174][114]
  - 金曜ロードSHOW!「映画公開記念!!今日から俺は!!スペシャル」（2020年7月17日）
- 1ページの恋（2019年2月22日 - 3月25日、九州朝日放送 他） - 主演・水瀬あかり 役[175]
- 戦後75年特集「戦争童画集 ～75年目のショートストーリー～」（2020年8月24日、NHK総合） - 役名なし[176]
- ルパンの娘 第2シリーズ（2020年10月15日 - 12月10日、フジテレビ） - 北条美雲 役[177]
- 連続ドラマW インフルエンス（2021年3月20日 - 4月17日、WOWOW） - 主演・戸塚友梨 役[178]
- ネメシス 第3話 - 最終話（2021年4月25日 - 6月13日、日本テレビ） - 四葉朋美 / 菅明美 役[179]
- ほんとにあった怖い話 2021年特別編「凶音の誘い」（2021年10月23日、フジテレビ） - 主演・峰岸玲奈 役[180]
- 王様に捧ぐ薬指（2023年4月18日 - 6月20日、TBS） - 主演・羽田綾華 役[注 26][181][182]
- トクメイ!警視庁特別会計係（2023年10月16日 - 12月25日、関西テレビ・フジテレビ） - 主演・一円 役[183]
- 万博の太陽（2024年3月24日、テレビ朝日） - 主演・朝野今日子 役[184][185]
- 連続テレビ小説 「おむすび」（2024年9月30日 - 2025年3月28日、NHK総合） - 主演・米田結 役[131]
- 天久鷹央の推理カルテ（2025年4月22日 - 6月24日、テレビ朝日） - 主演・天久鷹央 役[186]

### ウェブドラマ
- 銀魂2 -世にも奇妙な銀魂ちゃん- 「眠れないアル篇」（2018年8月18日、dTV） - 神楽 役[187][188]
- 1ページの恋（2019年2月18日 - 3月25日、AbemaTV） - 主演・水瀬あかり 役[175]
- かぐや様は告らせたい〜天才たちの恋愛頭脳戦〜 ミニ（2021年6月1日、Amazonプライム・ビデオ） - 主演・四宮かぐや 役
- 女王様に捧ぐ薬指 最終話（2023年6月20日、Paravi） - 羽田綾華 役[189]

### 舞台
- 舞台『千と千尋の神隠しSpirited Away』[190] - 主演・千尋 役
  - 2022年3月 - 7月、東京・帝国劇場 ほか[注 27]（上白石萌音とのダブルキャスト）[192]
  - 2023年8月13日 - 8月26日、名古屋・御園座（上白石萌音とのダブルキャスト）
  - 2024年3月 - 8月、イギリス・ロンドン・コロシアム ほか[注 28]（上白石萌音、川栄李奈、福地桃子とクワトロキャスト）[193]
  - 2025年7月 - 8月、上海・上海文化広場舞台（福地桃子とのダブルキャスト）[194]

### 音楽番組
- MUSIC FAIR（2016年2月20日、フジテレビ）[195]
- MUSIC JAPAN（2016年2月29日、NHK総合）[68]
- 2016 FNS歌謡祭（2016年12月7日、フジテレビ）[85]
- “シュガー&シュガー”サカナクションの音楽実験番組（2019年9月25日、NHK Eテレ）[196]
- NHK紅白歌合戦（NHK総合・ラジオ第1）
  - 第73回（2022年12月31日） - 司会（大泉洋、櫻井翔、桑子真帆アナウンサーと担当）[197]
  - 第74回（2023年12月31日） - 司会（有吉弘行、浜辺美波、高瀬耕造アナウンサーと担当）[198]
  - 第75回（2024年12月31日） - 司会（有吉弘行、伊藤沙莉、鈴木奈穂子アナウンサーと担当）[199]

### レギュラー番組

#### 過去の出演番組
- みんなの青春のぞき見TV TEEN!TEEN!（2014年4月21日 - 2017年3月23日、RKB毎日放送） - MC[45]
- Rev.from DVLのホーカゴ（2015年4月6日 - 6月22日、RKB毎日放送） - MC[58]
- 世界を変える魔法!アルゴリズミ子研究所（2015年7月16日 - 、NHK Eテレ） - MC[59][注 29]
- our SPORTS!「橋本環奈の知っとカンナ!」（2015年11月26日 - 、NHK BS1） - MC[注 30]
- テストの花道 ニューベンゼミ（2016年4月4日 - 2017年3月27日[94]、NHK Eテレ） - MC[74]
- スクール革命!（2017年6月25日 - 、日本テレビ） - 準レギュラー[注 31]
- ぐるぐるナインティナイン
  - グルメチキンレース ゴチになります！19（2018年1月25日[208] - 12月20日、日本テレビ）[209][注 18]
- ZIP!（2019年11月1日 - 29日、日本テレビ） - 金曜パーソナリティー[210][211]
- ZIP!（2019年11月1日 - 、日本テレビ）『橋本環奈のジャイアンツ愛』[注 32][212]
- I LOVE みんなのどうぶつ園「おっきい動物ちっちゃい動物飼ってみた!」（2020年10月3日 - 、日本テレビ）[213]

### その他のテレビ番組
- 絶品すぎるグルメ街に天使すぎるMC降臨!夏はサカスで満腹SP（2014年8月9日、TBS系、生放送SP） - MC[54]
- シルク・ドゥ・ソレイユ日本公演最新作「キュリオス」上陸SP 橋本環奈とウド鈴木が見た“15の超人技”（2018年1月27日 - 2019年5月、フジテレビ） - 海外リポーター[214][注 33]
- アナザースカイII（2019年8月23日、日本テレビ） - 橋本環奈がドイツ・ハノーファー在住の叔母・諸岡亮子のもとを訪問[11][215]
- なるほど!ザ・ワールド 〜新年あけまして!!奇跡の絶景スペシャル〜（2020年1月1日、フジテレビ） - 海外リポーター[216]
- 突然ですが占ってもいいですか？（2021年8月25日、フジテレビ）[217]
- あさイチ「プレミアムトーク 橋本環奈さん▽"千と千尋の神隠し”で初舞台」（2022年1月7日、NHK総合）
- 橋本環奈のリベンジ旅（2023年3月4日、フジテレビ）[218]
- ダブルインパクト～漫才&コント 二刀流No.1決定戦～（日本テレビ・読売テレビ、2025年7月21日［予定］）- MC

### ナレーション
- サカナクションライブ2017（2018年1月7日、NHK BSプレミアム）[219]

### ドキュメンタリー
- 17歳の輝き〜橋本環奈、全力疾走!〜（2016年2月26日、NHK BSプレミアム）[17][220]

### ネット配信
- 第3回アイドル横丁祭!!　中学生うた姫決定戦（2012年12月8日、ニコニコ生放送） - MC[221][222]
- 橋本環奈所属Rev.from DVL密着独占映像〜ネットで話題騒然!!1000年に1人の美少女〜（2014年1月10日配信開始、U-NEXT独占配信）[223]
- DAMチャンネル（2014年4月 - 12月 、第一興商） - MC[48]
- Rev.from DVLのホーカゴ（2015年4月7日 - 、U-NEXT）[58][224]（2015年8月20日 - 、Kawaiian TV）[225] - MC
- 田中圭24時間テレビ（2018年12月15日 - 16日、AbemaSPECIAL2） - 配信中に撮影したドラマ『くちびるWANTED』劇中使用のインサートカットの撮影。橋本環奈（本人）役として[226][227]

### CM
- 一般社団法人 山口県LPガス協会[228][229]
- J:COM[229]
- フランソア[229]
- プレナス ほっともっと（ポケモンキャンペーン）（2010年6月 - ）[229][230]
- 日本マクドナルド（2011年2月 - ）[229][231]
- 全教研（2011年12月 - ）[229][232]
- キュートーシステム（2012年7月 - ）[229][233]
- メアシス（2013年12月 - ）[229][234]
- 長崎電建（2014年1月 - 2019年）[229][235]
- 住宅情報館[236]
  - 「魔法のランプ」篇（2013年12月 - ）[236][237]
  - 「家's My Love」篇（2014年4月24日 - ）[238]
  - 「七福神 登場」篇・「七福神 会議」篇（2014年12月27日 - ）[239]
  - 「正月」篇（2014年12月 - ）[240]
  - 「サウンドロゴ」篇（2015年3月 - ）[236]
  - 「浮世絵」篇（2015年12月30日 - ）[241]
  - 「こびとたちのアシスト」篇・「真夜中のこびとたち」篇（2016年4月 - ）[236]
  - 「ごあいさつ」篇・「お見合い写真」篇（2016年12月 - ）[236]
  - 「ダンス」篇（2016年12月29日 - ）[242]
  - 「迎春・花になれ!」篇（2017年12月28日 - ）[243]
  - 「七変化」篇（2018年4月16日 - ）[244]
    - 「七変化」篇 ビッグサマーフェアｘ銀魂2 CI改 Ver.（2018年8月10日 - ）[245][246]

  - 「平成Finally」篇（2018年12月28日 - ）[247]
  - 「店員に挑戦」篇（2018年12月29日 - ）[248]
  - 「見つけよう探そうマイホーム」篇（2019年8月6日 - ）[249]
  - 「羽子板」篇（2019年12月28日 - ）[250]
  - 「スタジアム」篇（2020年1月13日 - ）[251][246]
  - 「おうちで住宅情報館」篇（2020年7月7日 - ）[252]
  - 「お宅研設立」篇（2020年12月30日 - ）[253]
- 地盤ネット 地盤セカンドオピニオン「セカンドオピニオン篇（20年補償）」（2013年12月24日 - ）[254]
- SoftBank 白戸家（2014年3月29日 - ）[255]
  - 「娘」篇
  - 「鑑定結果」篇
- NHK 告知スポット 受信料住所変更
  - 「環奈隊長」篇（2014年3月 - ）[256][257]
  - 「I got カンタンお手続き」篇（2015年3月 - ）[258]
- テレビ東京 JA全農 世界卓球2014東京大会（2014年4月28日 - ）[259][260]
  - 「体育館にて」篇
  - 「出待ち」篇
  - 「佳純ちゃん登場」篇
  - 「温泉卓球」篇
  - 「進路指導」篇
- サイバーエージェント Ameba ガールフレンド（仮）「橋本環奈入学」篇（2014年4月28日 - ）[261]
- 雪印メグミルク ネオソフト コクのあるバター風味 「ミニ環奈」篇（2014年10月1日 - ）[262]
- バンダイ アイカツ!
  - 「環奈ちゃん24時間全国アイドル宣言!」篇（2014年10月 - ）[263]
  - 「環奈ちゃん日本一のトップアイドル目指しちゃいます♡」篇（2015年10月 - ）[264]
- エイチ・アイ・エス ハワイで使えるポイントアプリ『LeaLeaポイント』（2015年3月 - ）[265]
  - 「イメトレ」篇
  - 「ショッピング」篇
  - 「楽屋」篇
- 日清食品 カップヌードル
  - 「バカッコイイ」篇（2015年4月28日 - ）[60]
  - 「STAYHOT かわいい」篇（2015年7月26日 - ）[266]
  - 「OBAKA'S大学卒業式」篇（2016年12月30日 - ）[267][268]
  - 「カップヌードルとは」篇（2020年6月13日 - ）[269]
  - 「まちがいないうた」篇（2020年9月2日 - ）[246][270]
- ロート製薬[271]
  - メンソレータム リップベビークレヨン「悪魔なカンナ」篇 / リップベビーフルーツ 「メンソレータムカンナ」篇（2015年8月8日 - ） - CMソング[272][273]
  - ロートリセ「セーラー服と機関銃タイアップ」篇（2016年2月25日 - ）[274][275][276]
    - ロートリセ「瞳にクリアすぎる透明感」篇（2016年3月15日 - ）[277][278]
    - ロートリセ「瞳にクリアすぎる透明感」（橋本環奈コラボデザインパッケージ）篇（2016年4月25日 - ）[279][280]

  - メンソレータム リップベビークレヨン リップ&アイ「黒猫カンナ」篇（2016年8月13日 - ）[281][282]
  - メンソレータム メルティクリームリップ「とろとろカンナ」篇（2017年8月26日 - ）[283][284]
    - メンソレータム メルティクリームリップ「雪国環奈」篇（2020年9月18日 - ）[285]

  - リップザカラー「色落ちしないの、うるおうの」篇（2018年8月28日 - ）[286][287][注 34]
  - 肌ラボ極潤「うるおいそのもの」篇（2022年9月15日 - ）
  - 肌ラボ極潤プレミアム「肌待望のあたらしいうるおい」篇（2023年9月18日 - ）[288]
  - スキンアクア ヒアルロンセラム UV「毎日肌活」篇（2025年3月3日 - ）[289]
- リクルート タウンワーク「卒業」篇（2016年1月4日 - ）[290]
- UHA味覚糖「ぷっちょ」[注 35]
  - 「かんなドール　猫　カンナの夢」篇・「かんなドール　ビーム　ふくれる」篇（2016年3月12日 - ）[291]
  - 「ぷっちょ バイーン ダイスキ」篇・「ぷっちょ ドーン ボヨヨンダヨン」篇（2016年9月3日 - ）[292]
  - 「またやっとるわ」篇（映画『SING/シング』とコラボ）（2017年3月11日 - ）[293][294]
  - 「環奈、キレる。」篇・「環奈、ダマる。」篇（映画『怪盗グルーのミニオン大脱走』とコラボ）（2017年7月14日 - ）[295][296]
  - 「ぷっちょｘかんなｘミニオンB」篇（2017年9月1日 - ）[297][注 36]
  - 「ぷっちょあーん」篇（2018年3月10日 - ）[298]
  - 「カンナの妄想・あー!あー!あー!」篇・「カンナの妄想・噛んでみーな!」篇・「カンナの妄想・こうしよか!」篇・「カンナの妄想・ここから開けたら」篇（2018年7月7日 - ）[299]
  - 「顎クイぷっちょあーん」篇（2018年9月8日 - ）[300]
- イズミゆめタウン
  - 「you me Fes.」篇（2016年4月28日 - 5月5日）[301]
  - 「ゆめバーゲン レッツゆめ買い!」篇（2016年6月23日 - ）[302]
  - 「ゆめバーゲン 大好きゆめタウン」篇（2016年12月22日 - ）[302]
  - 「ゆめフェス開催中」篇（2017年3月9日 - ）[302]
  - 「ゆめバーゲン 開催中!」篇（2017年6月21日 - ）[302]
  - 「ゆめタウンのゆめバーゲン」篇（2017年12月22日 - ）[302]
- 九州労働金庫[303]
  - 「わたしでもつかえる」篇（2016年7月9日 - ）[303][304]
  - 「非営利」篇（2016年7月22日 - ）[303][304]
  - 「ATM」篇（2016年9月2日 - ）[303][304]
  - 「教育ローンキャンペーン」篇・「カーライフローンキャンペーン」篇（2016年10月4日 - ）[304][305]
  - 「教育ローンキャンペーン2017」篇・「カーライフローンキャンペーン2017」篇（2017年10月1日 - 2018年4月30日）[303][305]
  - 「私でもつかえる」篇・「ATM」篇・「カーライフローン」篇・「教育ローン」篇・「将来設計」篇・「コツコツ貯蓄」篇（2018年9月11日 - ）[304][305]
  - 「教育ローンキャンペーン2020」篇（2020年10月6日 - 2021年4月30日）[306]
- スクウェア・エニックス ドラゴンクエストモンスターズ スーパーライト「りゅうおうとホイミン」前篇・後篇（2016年8月18日 - ）[307]
- ミクシィ サロンスタッフ直接予約アプリ『minimo』「ミニモちゃん ヘアサロン」篇・「ミニモちゃん ネイルサロン」篇（2017年11月22日 - ）[308]
- miHoYo スマートフォン向けアクションRPG 『崩壊3rd』（2017年12月15日 - 29日）[309]
- ピックアップ チャット型小説アプリ『DMM TELLER』（2017年12月24日 - ）[310]
  - 「ホラー」篇
  - 「恋愛」篇
- フジテレビ『ダイハツ キュリオス』東京公演「橋本 環奈」篇（2018年4月2日 - ）[246][311]
- アフラック 健康保険医療保険「あなたの健康を応援したい：バス」篇（2018年10月11日 - ） - チャンカワイと共演[312]
- 洋服の青山 『洋服の青山 フレッシャーズ』[313]
  - 「家族篇」（2019年1月24日 - ）[314]
  - 「友だち篇」（2019年2月11日 - ）[314]
  - 「選べるフォーマル」篇（2019年12月4日 - ）[246]
  - 「フレッシャーズ　家族で青山」篇・「フレッシャーズ　おまとめセット」篇（2020年1月30日 - ）[315]
  - 「お父さん、ありがとう」篇・「お母さん、大好き」篇（2021年1月15日 - ）[316]
  - 「AOYAMAはWでいい! Wピースダンス」篇（2021年3月27日 - ）[317]
  - 「安心おまとめセット」篇（2024年2月1日 - ）[318]
  - 「レディス本気」篇（2024年10月12日 - ）[319]
- NTTドコモ
  - 『ギガホ』『ギガライト』[注 37]
    - 「キャラ・オーディション開催」篇（2019年5月17日 - ）[320]
    - 「ギガライト 本番前」篇（2019年6月1日 - ）[321][246]
    - 「ギガホ 本番前」篇（2019年6月6日 - ）[322][246]
    - 「ギガライト 控え室」篇 / ライト ナインティナイン（2019年6月21日 - ）[323][246]
    - 「ギガホ 控え室」篇 / 白鳥美麗[注 38]（2019年6月21日 - ）[324][246]
    - 「はじめてスマホ割 楽屋挨拶」篇 / スマホダー[注 39]（2019年8月1日 - ）[325][246]
    - 「みんなドコモ割 楽屋挨拶」篇 / 天使ちゃん[注 40]（2019年8月8日 - ）[326][246]
    - 「星プロとライト ナインティナイン」篇（2019年8月18日 - ）[327][246]
    - 「運命の出会い」篇（2019年11月25日 - ）[328]
    - 「栄光のスマホ道」篇（2019年12月28日 - ）[246]
    - 「ギガホ・ギガライト増えてます」篇（2020年1月25日 - ）[329]
    - 「ただおトクなだけじゃない」篇（2020年3月7日 - ）[330]

  - 『ドコモの学割』[注 41]
    - 「カンナとミナミ」篇（2019年12月14日 - ）[331]
    - 「カンナとミナミの約束」篇（2020年2月15日 - ）[332]
    - 「カンナとミナミのアルバム」篇（2020年2月28日 - ）[333]

  - 『5G』[注 42]
    - 「先生、5Gって知ってる?」篇（2020年10月23日 - ）[334]

  - 『ドコモのロング学割』[注 42]
    - 「先生からみんなへ」篇（2020年12月1日 - ）[335]
    - 「カンナとミナミと星野先生」篇（2021年2月15日 - ）[336]
    - 「星野先生の桜多めで」篇（2021年3月9日 - ）[337]

  - 『ドコモ光』[注 42]
    - 「先生、うちの家族が」篇（2021年2月26日 - ）[338]
- 日本コカ・コーラ スプライト「スプライト 瞬間ダイブ」篇（2019年7月8日 - ）[339]
- 花王 ビオレu ザ ボディ 
  - 「ビオレu The Body 誕生」篇（2019年8月22日 - ）[340][246]
  - 「秋冬の肌に!」篇（2019年10月22日 - ）[341][342]
  - 「Howtoまさつレス」篇・「まさつレスミトン」篇（2020年4月20日 - ）[343][344]
  - 「夏の汚れもまさつレス」篇（2020年8月16日 - ）[345]
  - 「ボディ乳液」篇（2020年9月16日 - ）[346]
  - 「ボディ乳液 シトラスティーの香り 誕生」篇（2021年3月7日 - ）[346]
  - 「余計なものは 残すまい!」篇（2021年3月19日 - ）[346]
- 日本テレビ
  - カラダWEEK（2019年11月4日 - 11月22日）[347][246]
  - GFPウィーク（2021年5月31日 - 6月6日）[348][246]
- ベネッセ 進研ゼミ中学準備講座
  - 「姉の証言」篇（2019年11月22日 - ）[349]
  - 「AI学習アシスタントと姉」篇（2020年2月14日 - ）[350]
- タイミー（Timee）
  - 「ドタキャン」篇・「今日、気付いた」篇（2019年11月25日 - ）[351]
  - 「店長の苦悩」篇・「管理責任者の苦悩」篇（2021年4月6日 - ）[352][353]
  - 「夜の予定」篇（2021年4月19日 - ）[354]
  - 「タイミーチャンス!」篇・「タイミーチャンス シフトに入れない」篇・「タイミーチャンス 子育て世代篇」篇（2023年3月23日 - ）[355]
- NIコンサルティング 「NI Collabo 360」（2020年4月5日 - ）[356]
- C4games『放置少女〜百花繚乱の萌姫たち〜』
  - 「会えない時間が愛を育てる」（2020年4月24日 - 5月24日）[357]
  - 「実家の夏怪談篇」（2020年8月5日 - ）[358]
  - 「放置少女 ずっと一緒篇」（2020年12月11日 - ）[359]
- BookLive!
  - 「全巻読破」篇（2020年5月2日 - ）[360]
  - 「ニヤニヤ」篇（2020年8月8日 - ）[361]
  - 「ブックライブダンス」篇（2021年10月23日 - ）[362]
  - 「無料マンガ」篇、「使いやすさ」篇（2021年12月25日 - ）[363]
- スズキ「ソリオ/ソリオ バンディット」
  - 「SOLIO5 登場」篇（2020年11月 - ）[364]
  - 「カウントダウンドライブ」篇（2020年11月 - ）[365]
  - 「マルシェで買い物ダンス」篇（2021年3月31日 - ）[366]
- bilibili『ブラック・サージナイト』（2021年5月29日 - ）[367]
- テレビ朝日『2023年世界水泳選手権』（速水永遠役〈声の出演〉、2023年6月 - ）[368]
- レインズインターナショナル『牛角』
  - 「牛角最高」篇（2023年7月29日 - ）[369]
  - 「牛角激ウマ」篇（2023年10月20日 - ）[370]
  - 「やるな!牛角」篇（2024年7月24日 - ）[371]
- アサヒビール「アサヒスーパードライ -ドライクリスタル-」
  - 「ビールとの新しい付き合い方 橋本環奈」篇（2024年3月24日 - ）[372]
- ハウス食品「バーモントカレー」
  - 「バーモントカレー 橋本環奈登場」篇（2024年4月1日 - ）[373]
- コーセーコスメポート「ビオリス ピュアレタッチ」
  - 「ビオリス写真みたいに」篇（2024年8月21日 - ）[374]
- ヤマザキビスケット「チップスター」
  - 「#0 chipstar tips 橋本環奈×チップスター篇」「#3 chipstar tips 噛むほど海老！篇」（2024年8月22日 - ）[375]
- SINGAPORE JUST FUN TECHNOLOGY PTE. LTD.「異世界のんびりライフ」
  - 「演劇の星が登場」篇（2025年6月27日 - ）[376]

### 広告・広報
- PS3ゲームソフト「解放少女 SIN」発売記念イベント（2013年11月17日） - MC[28]
- 「新生ALOOK」オープニングセレモニー（2013年12月6日）[377]
- 「ぐるなび」コラボ（2013年12月20日 - 2013年12月26日）[378]
- 「2014年開幕戦セレモニー」 始球式（ヤフオク！ドーム）（2014年3月28日）[379][380]
- NIコンサルティング『AI秘書』:営業支援システム「Sales Force Assistant」等のイメージキャラクター（2014年4月1日 - ）[381][382][383]
- 映画『アメイジング・スパイダーマン2』公開前夜祭イベント（2014年4月24日）[384][385]
- 福岡ソフトバンクホークス「鷹の祭典2014」 始球式（東京ドーム）（2014年7月1日）[386]
- 九州観光推進機構「空行け!九州キャンペーン」（2014年8月1日）[387]
- U-NEXTのSIMカード製品「U-mobile」のイメージキャラクター（2014年8月 - ）[388]
- 中央労働災害防止協会 2014啓発ポスター：メンタルヘルス対策、全国労働衛生週間（2014年10月1日 - 7日）[389]
- カプコン「モンスターハンター メゼポルタ開拓記」リリース記念イベント（2014年11月17日）[390][391]
- シャープ プラズマクラスターWebプロモーション（2015年2月20日 - 2015年5月19日）[392][393]
- ポッカサッポロフード&ビバレッジ「がぶ飲み」“応援マネージャー”（2015年3月16日 - ）[394]
- エイチ・アイ・エス Hawaii新宿三丁目店OPENイベント（2015年3月22日）[265]
- 展示会「モフィ展〜コットンアニメ『うさぎのモフィ』の世界〜」イベントゲスト（2015年3月31日）[395]
- めざましテレビ presents 「T-SPOOK 〜TOKYO HALLOWEEN PARTY〜」（2015年10月25日）[396]
- 日清どん兵衛 Presents 「ハイタッチ!大喜利 in イオンモール八幡東」（2015年11月28日）[397]
- 東京ウェディングコレクション「ウエコレマガジン」（2016年8月16日 - )[398]
- Advertising Week Asia 2017、1DAYアンバサダー（2017年4月18日）[97]
- 都議選「ビジュアルイメージキャラクター」（2017年6月23日 - 7月2日）[399]
- シルク・ドゥ・ソレイユ 創設30周年記念作『ダイハツ キュリオス』日本公演 スペシャルサポーター（2017年10月12日 - ）[400]
- 第30回東京国際映画祭「映画の未来の開拓」アンバサダー（2017年10月25日 - 11月3日）[1][401]
- TREND EXPO TOKYO 2017【日経エンタテインメント! Presents】「ヒットメーカー・オブ・ザ・イヤー2017」表彰式 ゲストプレゼンテーター（2017年11月3日）[402][403]
- TOKYO DOME CITY WINTER LIGHTS GARDEN『ときめくスイーツ －光り輝くあま〜い贈り物－』点灯式 ゲスト（2017年11月9日）[404][405]
- 福岡中央署『年末年始特別警戒出動式』一日署長（2017年12月1日）[109]
- 2019年ラグビーW杯日本大会、福岡会場「開催都市特別サポーター」[406]
- 文藝春秋「2019 文春文庫 秋100ベストセレクション」のイメージキャラクター[407]
- 山小屋・ばさらか presents 阿蘇ロックフェスティバル 2019 in 北九州 - MC[408]
- 日本テレビ
  - カラダWEEK（2019年11月4日 - 11月10日）[347]
  - 「Good For the Planetウィーク（GFPウィーク）」キャンペーンのスペシャルサポーター（2021年5月31日 - 6月6日）[348]
- ウエニ貿易「Angel Heart」ブランドミューズ（2020年2月 - ）[409]

#### タイアップ等
出演作品（映画・テレビドラマ・CM）のタイアップ・コラボレーション企画、広告キャンペーン等
- テレビ東京
  - 「テレビ東京開局50周年特別企画 JA全農 世界卓球2014東京大会」屋外広告（2014年4月20日 - 26日）[260][410][注 44]
  - 「〇〇と新どうが」橋本環奈×福田雄一 の映画「銀魂」タッグがおくる究極の「彼女とデートなう。」（2017年7月25日 - 29日、LINE LIVE・テレ東プレイ）[411][412][注 45]
- 雪印メグミルク
  - 「橋本環奈のコクうま料理ショー」（2015年5月18日 - 7月13日、ニコニコ動画） - MC[414]
  - 「ネオソフト×セーラー服と機関銃－卒業－」コラボキャンペーン（2016年3月5日 - 5月8日）[415][416]
- セーラー服と機関銃 -卒業-
  - 2015クライマックスシリーズ ファイナルステージ 始球式（ヤフオク!ドーム）（2015年10月14日）[417]
  - KADOKAWA みんなのスター・ウォーズ（2015年11月20日 - 2016年1月8日）[418]
  - TOHOシネマズ「MEGAポップコーン」（2015年12月5日 - ）[419][注 46]
  - 劇場マナーCM（2015年12月17日 - ）[420]
- ロート製薬
  - リップベビー「悪魔なカンナｘ東京ガールズコレクション」リップベビーブース[421]、ロート製薬ステージでのランウェイ[注 47]（2015年10月17日、RKB毎日放送）[428]
  - ロートリセ「セーラー服と機関銃タイアップ」テレビCM（2016年2月25日 - ）[274][429]
  - ロートリセ「橋本環奈コラボデザインパッケージ」商品企画（2016年4月25日 - ）[279][430]
  - LIP THE COLROR「19歳の橋本環奈写真展 in 渋谷駅」屋外広告（2018年8月20日 - 26日）[286][注 48]
  - SUGAO 新イメージキャラクター[432]、SUGAO スペシャルムービー「透明な朝を越えてゆけ。」[433]
  - LIP THE COLROR「＃近すぎる橋本環奈展」交通広告（2019年8月19日 - 8月25日）[注 49][434]
  - メンソレータム メルティクリームリップ「#雪国環奈のコピー書いてみた」交通広告（2019年11月1日 - 15日）[注 50]および、SNS動画『#雪国環奈』[436]
    - メルティクリームリップ「#雪国環奈イラコンTwitterキャンペーン」[437]

  - ロートワンデーエマーブル「環奈Eye プロジェクト」（2020年2月18日 - ） - ブランドキャラクター[438]
- 住宅情報館
  - 住み替え応援フェア『セーラー服と機関銃－卒業－』タイアップキャンペーン（2016年2月11日 - 3月6日）[439]
  - 新提案体験型住宅ショールーム「MY HOME LABO」館長（2017年8月28日 - ）[440]
  - 住まい探し応援フェア『銀魂』タイアップキャンペーン（2017年7月1日 - 31日）[441][442]
  - BIG SUMMER FAIR『銀魂2 掟は破るためにこそある』タイアップキャンペーン（2018年8月11日 - 31日）[443]
- スクウェア・エニックス『ドラゴンクエストモンスターズ スーパーライト』
  - 「スマホにホイミ」屋外広告（2016年8月22日 - 28日）[444][注 51]
  - 「カンナサンタのモンスタークリスマス♪」屋外広告（2016年12月19日 - 25日）[445][注 52]
- フジテレビ「ダイハツ キュリオス」日本公演スペシャルサポーター、特別番組（2018年1月27日 - 2019年5月、フジテレビ）[214][注 33]
- UHA味覚糖
  - 「ぷっちょあーん4Dゴーグル」プレゼントキャンペーン（2018年3月5日 - 5月6日）[298]
  - 「ぷっちょあーん4Dゴーグル AGOKUI」プレゼントキャンペーン（2018年9月3日 - 10月31日）[300]
- アフラック 健康保険医療保険「あなたの健康を応援したい：〆ラーメン」篇 （2019年2月25日 - ）[446]
- NTTドコモ
  - WEB限定動画「橋本環奈8連発動画」（2019年6月17日 - ）[447]
  - 橋本環奈Web限定動画「みんなドコモ割Ver」（2019年6月21日 - ）[448]
  - Web動画、ドコモの学割「カンナとミナミの卒業」篇（2020年2月21日 - ）、「カンナとミナミと卒業制作」Twitterキャンペーン[449]
  - 「#高校生300万人の最高にエモい 」 ドコモWEBムービー（2020年3月28日 - ）[450]
  - WEB動画「先生から5G自己紹介」篇、「先生と5Gリコーダー」篇、「先生の5Gスマイル」篇、「先生の5Gサイン」篇、「先生、TKGです」篇（2020年10月23日 - ）[334]
- 日清食品 カップヌードル WEB限定動画[注 53]
  - 「カップヌードルが和スイーツに!? 篇」（2020年8月3日 - ）[451]
  - 「新定番旨辛豚骨のちょい足しレシピでカップヌードルの売り上げを倍増に!? 篇」（2020年9月25日 - ）[452]
  - 「世界のカップヌードルで海外旅行!? 篇」（2020年9月28日 - ）[453]
  - 「利き〇〇3番勝負」を挑んでみた 篇（2020年10月26日 - ）[454]
- ウエニ貿易「Angel Heart」コラボ時計（2020年10月20日 - ）[455]

### ゲーム
- ガールフレンド（仮）（2014年） - 本人 役[456]
- プレカトゥスの天秤（2018年） - ノエル・ワーグマン 役[457][458]
- プリンセスコネクト!Re:Dive 簡体中国語版（2020年） - 本人 役[459]
- 放置少女〜百花繚乱の萌姫たち〜（2020年） - 本人 役[359]

### ファンミーティング
| 年     | タイトル             | 日程     | 都市 | 会場                                      |
| ------ | -------------------- | -------- | ---- | ----------------------------------------- |
| 2019年 | 「院長回診！vol.01」 | 8月23日  | 大阪 | グランフロント大阪北館4F ナレッジシアター |
| 2019年 | 「院長回診！vol.01」 | 8月25日  | 東京 | 山野ホール                                |
| 2019年 | 「院長回診！vol.02」 | 12月21日 | 福岡 | 電気ビルみらいホール                      |
| 2019年 | 「院長回診！vol.02」 | 12月22日 | 大阪 | 松下IMPホール                             |
| 2019年 | 「院長回診！vol.02」 | 12月23日 | 東京 | 原宿クエストホール                        |
| 2021年 | 「院長回診！vol.03」 | 12月10日 | 東京 | KANDA SQUARE HALL                         |
| 2021年 | 「院長回診！vol.03」 | 12月11日 | 大阪 | 堂島リバーフォーラム                      |
| 2021年 | 「院長回診！vol.03」 | 12月12日 | 福岡 | 西鉄ホール                                |
| 2023年 | 「院長回診！vol.04」 | 2月11日  | 大阪 | ナレッジシアター                          |
| 2023年 | 「院長回診！vol.04」 | 2月12日  | 福岡 | 電気ビルみらいホール                      |
| 2023年 | 「院長回診！vol.04」 | 2月13日  | 東京 | 山野ホール                                |
| 2024年 | 「院長回診！vol.05」 | 2月10日  | 福岡 | UNITEDLAB                                 |
| 2024年 | 「院長回診！vol.05」 | 2月11日  | 大阪 | 松下IMPホール                             |
| 2024年 | 「院長回診！vol.05」 | 2月12日  | 東京 | イイノホール                              |

## ディスコグラフィ

### シングル
|     | リリース日    | タイトル           | 最高順位         |
| --- | ------------- | ------------------ | ---------------- |
| 1st | 2016年2月23日 | セーラー服と機関銃 | 11位（オリコン） |

### タイアップ曲
| 曲名               | タイアップ                                                  |
| ------------------ | ----------------------------------------------------------- |
| セーラー服と機関銃 | 映画『セーラー服と機関銃 -卒業-』主題歌                     |
| 悪魔なカンナ       | ロート製薬「メンソレータム リップベイビークレヨン」CMソング |

### 映像作品
- Little Star 〜KANNA15〜 DVD（2015年2月3日、YM3D）ASIN B00RD1YVTU
- Little Star 〜KANNA15〜 Blu-ray（2015年2月3日、YM3D）ASIN B00RD1YVUY

## 書籍

### 写真集
- 橋本環奈本（ムック）（2013年12月18日、海王社）ISBN 978-4-7964-6089-7[466]
- 「Little Star 〜KANNA15〜」（2014年、ワニブックス、撮影：レスリー・キー）ISBN 978-4-8470-4692-6[467]
- 夢の途中 橋本環奈in映画『セーラー服と機関銃 ‐卒業‐』フォトブック（2016年03月05日、KADOKAWA/角川書店）ISBN 978-4-04-104015-7[468][469]
- NATUREL（2019年2月3日、講談社）
- KALEIDOSCOPE（2024年2月3日、講談社）ISBN 978-4065339268[132]

### カレンダー
- 橋本環奈カレンダー2016 collaborate with「セーラー服と機関銃 -卒業-」（3月始まり）（2016年2月23日、メディアパル）ISBN 978-4-8021-9130-2
- 橋本環奈 週めくりフォトスタンド型カレンダー collaborate with「セーラー服と機関銃 -卒業-」（スクールカレンダー）（2016年2月23日、メディアパル）ISBN 978-4-8021-9131-9
- 橋本環奈 2018年オフィシャルカレンダー（2017年11月10日、KADOKAWA）ISBN 978-4-0489-6080-9[470]
- 橋本環奈 2020年カレンダー（4月始まり B2カレンダー、卓上カレンダー）（2020年2月3日、ディスカバリー・ネクスト）[注 55][471]

### 雑誌連載
連載中の雑誌
- 月刊ザテレビジョン（2016年4月 - 、KADOKAWA） - 橋本環奈「First Story」[472]

### 関連書籍
- ラブレボリューション!〜Rev.from DVL物語〜（ちゃお2015年5月号掲載、小学館、作：やぶうち優） ASIN B00UJWPTL4[473]

## 受賞歴
2014年
- 「2014年Amebaネクストブレイクブロガー」アイドル部門[474]
- 日経トレンディ「今年のヒット人」[55]
- 第21回「ベストスマイル・オブ・ザ・イヤー」[475]
- Yahoo!検索大賞2014 アイドル部門[476]
- 第26回「日本ジュエリーベストドレッサー賞」10代部門[477]

2015年
- 第1回「クリスマスジュエリープリンセス賞」特別賞[478]
- 第20回「ネイルクィーン」アーティスト部門[479]

2017年
- 第40回日本アカデミー賞 新人俳優賞（『セーラー服と機関銃 -卒業-』）[86][87]

2019年
- ジャパンアクションアワード2019 ベストアクション女優賞 優秀賞（『今日から俺は!!、銀魂2 掟は破るためにこそある』）[480][481]
- 「ヘアオブザイヤー4thグランプリ＜タレント部門＞」および「Beauty Week Award」を同時受賞[482]

2020年
- 2020年 エランドール賞 新人賞[123]

2021年
- 第25回 日刊スポーツ・ドラマグランプリ・春ドラマ 助演女優賞（『ネメシス』）[483]
- 第47回菊田一夫演劇賞 菊田一夫演劇大賞（『千と千尋の神隠し』上演関係者一同での受賞）[484]

2022年
- LINE NEWS AWARDS 2022 エンタメ部門 話題の人賞 俳優部門[485]

2023年
- 第26回 日刊スポーツ・ドラマグランプリ・春ドラマ 主演女優賞（『王様に捧ぐ薬指』）[486]

2024年
- 第35回日本ジュエリーベストドレッサー賞 20代部門[487]